# Qui Nguyen
Qui Nguyen (* 1977 in Ho-Chi-Minh-Stadt) ist ein US-amerikanischer Pokerspieler. Er trägt den Spitznamen Tommy Gun und gewann 2016 die Poker-Weltmeisterschaft.

## Pokerkarriere
Seine erste Geldplatzierung bei einem Live-Turnier erzielte Nguyen im Juli 2003 in Los Angeles. Im Juni 2009 war der Amerikaner erstmals bei der World Series of Poker (WSOP) im Rio All-Suite Hotel and Casino am Las Vegas Strip erfolgreich und kam bei einem Turnier der Variante No Limit Hold’em in die Geldränge. Bei der WSOP 2016 spielte er das Main Event und erreichte mit dem zweitgrößten Chipstack den Finaltisch, der ab 30. Oktober 2016 gespielt wurde. Dort setzte er sich in den Morgenstunden des 2. November 2016 nach langem Heads-Up gegen Gordon Vayo durch und erhielt ein Bracelet sowie eine Siegprämie von über 8 Millionen US-Dollar. Seitdem blieben größere Turniererfolge aus.
Insgesamt hat sich Nguyen mit Poker bei Live-Turnieren mehr als 8 Millionen US-Dollar erspielt.